# Xysticus wunderlichi
Xysticus wunderlichi is een spinnensoort uit de familie van de krabspinnen (Thomisidae).
De wetenschappelijke naam van de soort werd in 2001 gepubliceerd door Dmitri Viktorovich Logunov, Joeri Michailovitsj Maroesik en Laimonas A. Trilikauskas.